# 道端潔西卡
道端潔西卡（日语：道端 ジェシカ，1984年10月21日—），本名潔西卡·塞萊斯特·岡薩雷斯·阿爾馬達（西班牙語：Jessica Celeste González Almada），是一名日本時尚模特兒。

## 生平
道端出生於日本福井縣，母親是日本人，父親是擁有西班牙和義大利血統的阿根廷人。
道端曾與英國一級方程式賽車手詹森·巴頓結婚。他們於2014年12月在夏威夷結婚，並於一年後離婚。
2017年7月12日，道端宣布怀孕并于同年10月25日宣布产下一女，孩子父亲根据日本媒体报道是美国电影制片高凱麟。2023年3月20日，道端及其丈夫因涉嫌持有搖頭丸而被警方逮捕，她否認了該指控，4月5日她因拘留期满被释放，但她丈夫高凱麟坦承走私搖頭丸而被警方逮捕。

## 廣告
- 道端是泰格豪雅的品牌大使[12]。

## 外部連結
- Official blog，存档于美國國會圖書館（存檔日期 2010-10-31）
- 道端潔西卡的X（前Twitter）
- 道端潔西卡的Facebook專頁
- 维基共享资源上的相關多媒體資源：道端潔西卡